# 適切
| ウィキペディアには「適切」という見出しの百科事典記事はありません（タイトルに「適切」を含むページの一覧/「適切」で始まるページの一覧）。 代わりにウィクショナリーのページ「適切」が役に立つかもしれません。 |